# Zuckergehalt

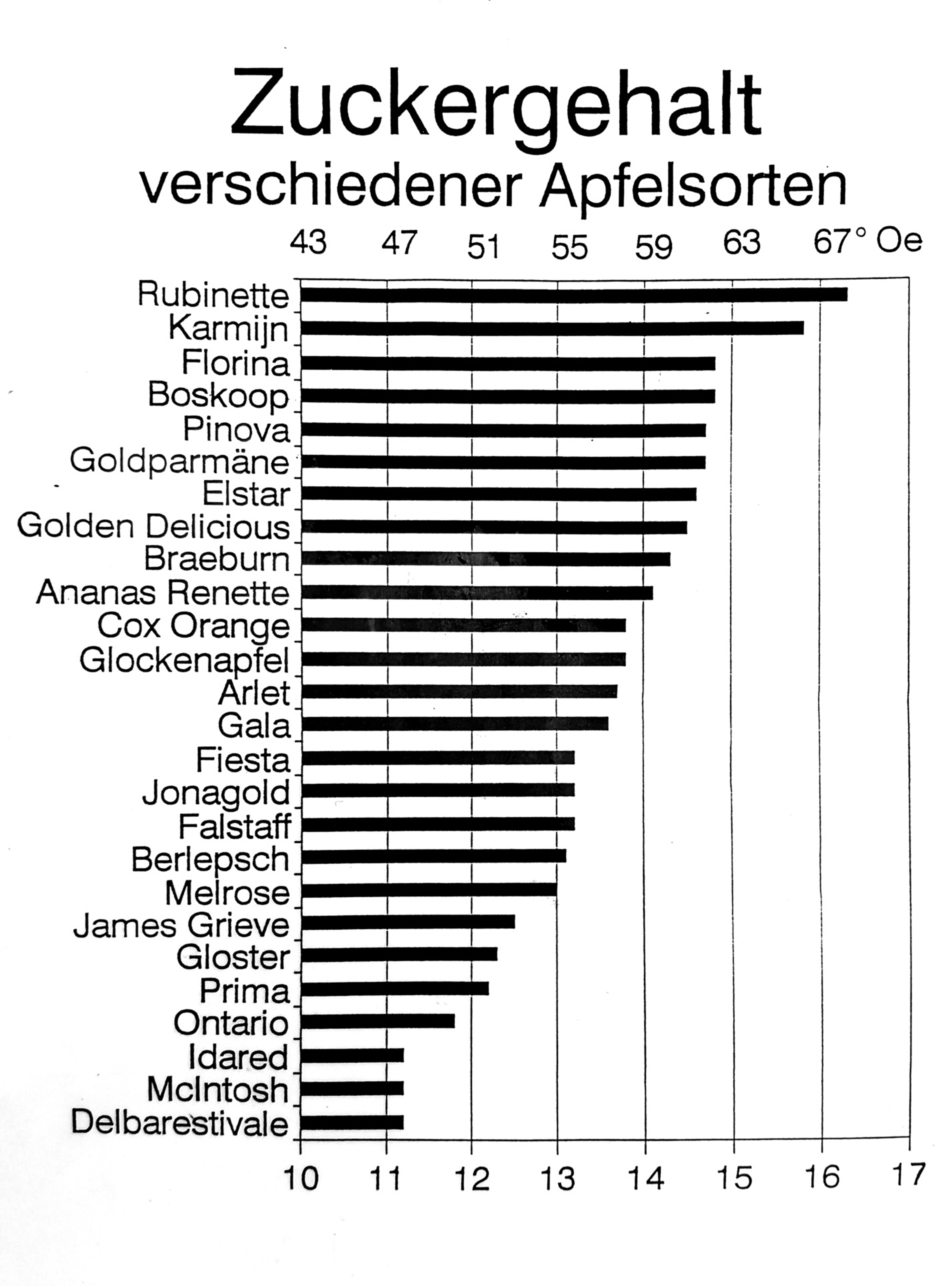
Zuckergehalt verschiedener Apfelsorten im Vergleich

Der Zuckergehalt oder Gesamtzuckergehalt beschreibt den Anteil von Zucker der Gesamtmasse oder des Gesamtvolumens. Er wird meist bei Nahrungsmitteln in Prozent angegeben. Konfitüre kann zum Beispiel einen Gesamtzuckergehalt von 60 % haben. Das bedeutet, dass von 100 Gramm Konfitüre 60 Gramm aus chemischer Sicht Zucker sind. Diese Angabe sagt jedoch nichts über die Art des Zuckers, zum Beispiel als Fruchtzucker aus.  
Der Zuckergehalt kann über die Maßeinheiten Grad Baumé, Grad Balling oder Grad Brix angegeben werden. Auch die Maßeinheit Grad Oechsle kann den Anteil der gelösten Stoffe (mehrheitlich des Zuckers) im Most angeben.